# Chiesa di San Bartolomeo Apostolo (Trivignano Udinese)
La chiesa di San Bartolomeo Apostolo è un luogo di culto cattolico di Melarolo, frazione di Trivignano Udinese, in provincia e arcidiocesi di Udine; fa parte della forania del Friuli Centrale ed è filiale della parrocchiale di Trivignano.

## Storia
La prima citazione di una cappella a Melarolo, di cui si ignora la data di fondazione, risale al 1486.
Nel 1606, in occasione di una visita pastorale, fu impartito l'ordine di ingrandire l'edificio.
Tra la seconda metà del Settecento e il 1808 la struttura venne interessata da diversi interventi di rimaneggiamento che riguardarono la torre campanaria, la sagrestia e il tetto.
Nel 1840, in seguito al rilevamento di alcuni problemi strutturali, la chiesa fu al centro di un rifacimento, in occasione del quale venne ampliata e si trasformò la sagrestia nell'abside; il 15 ottobre 1912 l'arcivescovo di Udine Antonio Anastasio Rossi impartì la consacrazione.
Il presbiterio fu modificato negli anni ottanta in ossequio alle norme postconciliari, con la rimozione delle balaustre e l'aggiunta dell'ambone e dell'altare rivolto verso l'assemblea.
Tra il 2009 e il 2010 venne condotto un restauro della chiesa e del campanile e nel 2020 la cappella battesimale fu ristrutturata.

## Descrizione

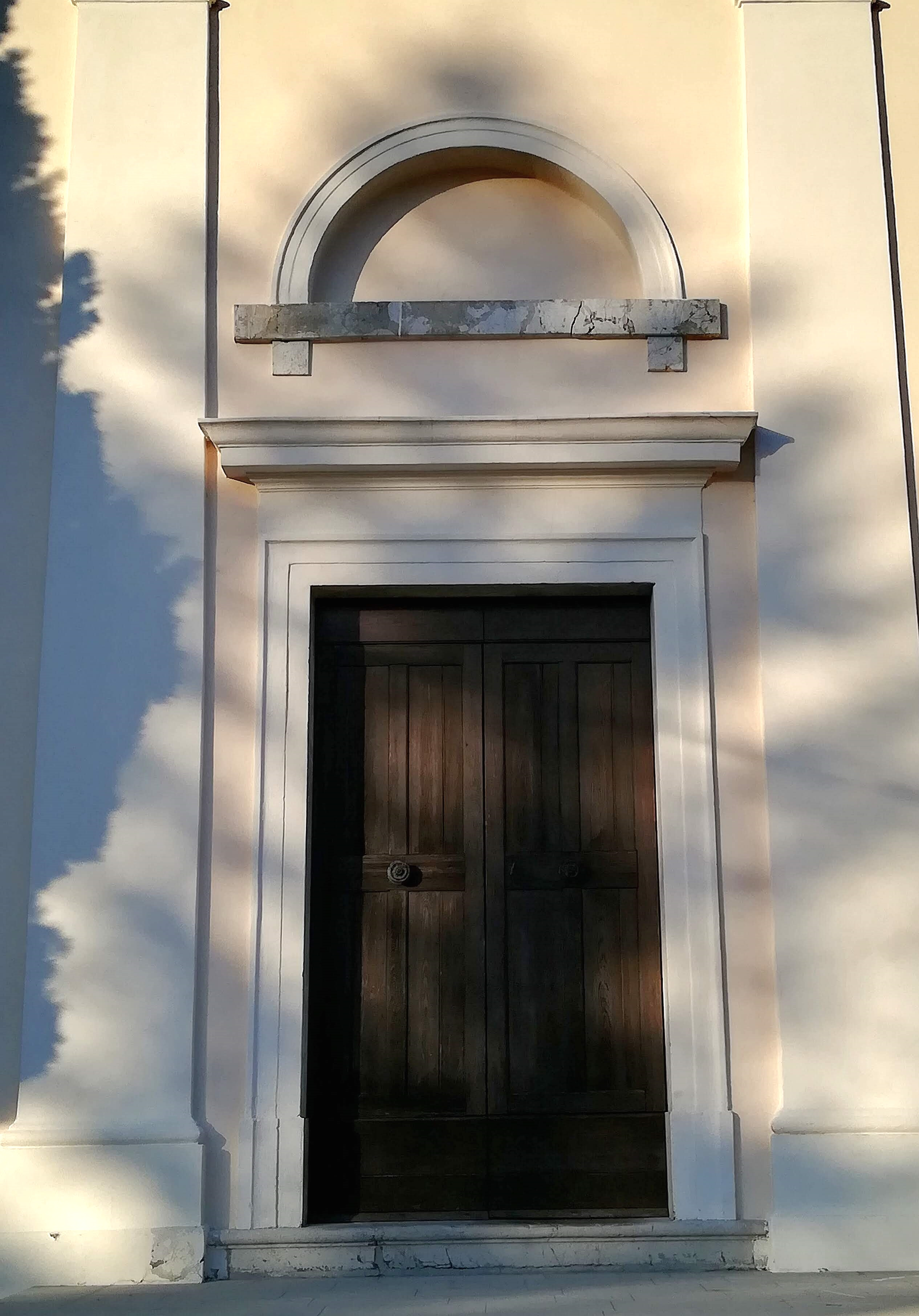
Il portale e la finestra murata

### Esterno
La simmetrica facciata a capanna della chiesa, rivolta a sudovest e scandita da quattro lesene tuscaniche sorreggenti il timpano triangolare, presenta centralmente il portale d'ingresso architravato e una finestra a lunetta murata
Annesso alla chiesa è il campanile in pietra a base quadrata, la cui cella presenta su ogni lato una monofora ed è coperta dal tetto a quattro falde.

### Interno
L'interno dell'edificio si compone di un'unica navata, sulla quale si affacciano quattro cappelle laterali introdotte da archi a tutto sesto e le cui pareti sono scandite da paraste d'ordine corinzio sorreggenti la trabeazione modanata e aggettante sopra la quale si imposta la volta a botte ribassata; al termine dell'aula si sviluppa il presbiterio, rialzato di alcuni gradini e chiuso dall'abside poligonale.
Qui sono conservate diverse opere di pregio, tra le quali la riproduzione della Grotta di Lourdes, realizzata nel 1928 ad Ortisei, la statua con soggetto San Bartolomeo Apostolo, scolpita nel 1959 da Giovanni Boldarin, l'altare maggiore, costruito da Adeodato e Giambattista Periotti nel 1768 e impreziosito dalle statue dei Santi Bartolomeo e Antonio Abate, e gli affreschi ritraenti il Martirio di San Bartolomeo, i Quattro Evangelisti e Cristo sofferente, risalenti al XX secolo.